# Alexander Seitz (Jurist)
Alexander Seitz (* 9. März 1967 in Frankfurt am Main) ist ein deutscher Jurist. Seit dem 17. Juli 2023 ist er Präsident des Oberlandesgerichts Frankfurt am Main. Zuvor war er von 2018 bis 2023 Präsident des Hessischen Landessozialgerichts.

## Leben und Wirken
Alexander Seitz absolvierte zunächst von 1986 bis 1988 eine Berufsausbildung zum Bankkaufmann. Von 1990 bis 1993 studierte er Rechtswissenschaften. 1994 erfolgte das Erste juristische Staatsexamen. Bis 1996 arbeitete er als wissenschaftlicher Mitarbeiter an der Universität Mainz und promovierte im Jahr 1996. Nach dem Referendardienst in Rheinland-Pfalz und dem Abschluss des Zweiten juristischen Staatsexamens 1998 arbeitete er zunächst als Rechtsanwalt in Koblenz. 
1999 wechselte er in die ordentliche Gerichtsbarkeit in Hessen und war am Amtsgericht Eltville und am Landgericht Wiesbaden tätig. 2001 bis 2002 erfolgte eine Abordnung an das Hessische Ministerium der Justiz, für Integration und Europa. Im Jahr 2002 wurde er zum Richter am Amtsgericht ernannt. Von 2003 bis 2012 war er wiederum im Hessischen Justizministerium tätig. 2012 wechselte er in die Hessische Staatskanzlei, wo er bis 2018 tätig war. Ab dem 1. November 2018 war er Präsident des Hessischen Landessozialgerichts. Seit dem 17. Juli 2023 ist er Präsident des Oberlandesgerichts Frankfurt am Main.
Seitz ist verheiratet und hat drei Kinder.

## Schriften (Auswahl)
- Namenssparbriefe des Kapitalmarktes im Wertpapierrecht. Wertpapierrechtliche Besonderheiten bei Begründung, Übertragung und Erlöschen von Namensschuldverschreibungen des Kapitalmarktes, dargelegt anhand der Vertragsrealität von Sparkassenbriefen. Duncker & Humblot, Berlin 1997, ISBN 3-428-09109-4 (Zugl.: Mainz, Univ., Diss., 1996/97).